# Tonika (Musikgruppe)
Tonika (bulgarisch Тоника) ist eine bulgarische Schlagermusikgruppe aus der Stadt Burgas, die heute unter dem Namen Familia Tonika (bulg. Фамилия Тоника) auftritt. 1986 nahm sie unter dem Namen Domino am Internationalen Schlagerfestival in Dresden teil. Ihr Gründer und Produzent ist der Musiker Stefan Diomow.